# ماده غذایی

## تعریف
هر ماده‌ای که برای تغذیه و حمایت بدن انسان مصرف شود ماده غذایی نام دارد. مواد غذایی اکثراً منشأ حیوانی یا گیاهی دارند، مواد خوراکی برای بدن انسان شامل کربوهیدرات‌ها، چربی‌ها، پروتئین‌ها، ویتامین‌ها یا مواد معدنی و آب هستند. مواد مغذی کربوهیدرات، چربی و پروتئن‌ها هستند. مواد غذایی توسط یک موجود زنده مصرف می‌شود، جذب می‌شود و توسط سلولهای ارگانیسم تبدیل به انرژی، حفظ بقاء یا رشد و نمو می‌شود. اگر بخواهیم از زاویه تاریخی به موضوع نگاه کنیم، مشاهده می‌کنیم که انسان‌ها از دو روش شکار و کشاورزی مواد غذایی خود را تأمین می‌کردند، امروزه بیشتر انرژی مصرف شده در جهان توسط صنایع غذایی تأمین می‌شود.

## تعریف حقوقی
تعریف حقوقی غذا در کشورهای غربی به این ترتیب است که به چهار دسته از مواد به عنوان غذا نام برده می‌شود:
- هر نوع ماده‌ای که از نظر منطقی، انسان بتواند آن را هضم کند؛ حال چه ارزش غذایی داشته و چه نداشته باشد.
- آب و سایر آشامیدنی‌ها.
- آدامس‌های جویدنی.
- موادی که در تهیه غذاها به کار می‌رود.[۱]

## دسته‌بندی مواد غذایی
چهار گروه اصلی مواد غذایی وجود دارد که به شرح زیر است:

### گروه شیر و لبنیات
گروه ذکر شده شامل شیر، ماست، پنیر، کشک و بستنی است. اگر حجم یک لیوان را ۲۴۰ میلی لیتر در نظر بگیریم، به این صورت ارزش غذایی یک لیوان شیر کم چرب، با یک لیوان ماست کم چرب، با یک قوطی کبریت پنیر و با یک لیوان کشک معادل است.

### گروه گوشت، حبوبات و مغزها
گروه ذکر شده شامل انواع گوشت‌ها مانند گوشت قرمز (گوشت گوسفند وگاو)، گوشت سفید (گوشت مرغ، ماهی و پرندگان)، تخم مرغ، حبوبات(نخود، لوبیا، عدس، باقلا، لپه و ماش) و مغزها (گردو، بادام، فندوق و پسته) است. ارزش پروتئینی سه قطعه گوشت خورشتی متوسط پخته، با یک عدد قسمت پایین ران یک مرغ بزرگ پخته با سه عدد تخم مرغ برابر است.

### گروه نان و غلات
گروه ذکر شده شامل انواع نان، برنج، ماکارونی، گندم، جو و ذرتاست. ارزش غذایی ۳۰ گرم از انواع نان، مثلاً یک کف دست نان سنگک، با ۴ کف دست نان لواش با نصف لیوان برنج پخته و با نصف لیوان ماکارونی پخته معادل است.

### گروه میوه‌ها و سبزی‌ها
گروه ذکر شده شامل انواع میوه‌ها و سبزی‌ها است که با ویتامین‌ها و مواد معدنی بسیار زیادغنی شده است. سبزیها و میوه‌هایی مثل گشنیز، جعفری، نعناع، گوجه فرنگی، فلفل دلمه‌ای، ساقه سبز پیازچه، پرتقال، نارنگی، لیمو، نارنج، کیوی و توت فرنگی سرشار از ویتامین C هستند. سبزی‌های دارای رنگ سبز تیره، زرد تیره ونارنجی مانند اسفناج، هویج، گوجه فرنگی و میوه‌هایی مثل طالبی، زردآلو وشلیل، ویتامین A مورد نیاز بدن را تأمین می‌کنند. زیتون و سبزهایی که برگ سبز تیره دارند، دارای ویتامین E هستند.